# Psilodon gilberti
Psilodon gilberti es una especie de coleóptero de la familia Lucanidae.

## Distribución geográfica
Habita en Bolivia.